# Javier A. Maldonado-Ocampo
Javier Alejandro Maldonado-Ocampo (* 6. Februar 1977 in Ubaté, Departamento de Cundinamarca, Kolumbien; † März 2019 im Río Vaupés) war ein kolumbianischer Ichthyologe und Ökologe.

## Leben
Maldonado-Ocampo hatte bereits als Kind eine starke Verbindung zu den Schluchten der kolumbianischen Anden und zu den Süßwasserfischen des Valle de Ubaté. Im Jahr 2000 graduierte in Ökologie an der Päpstlichen Universität Xaveriana. Im Rahmen seines Studiums untersuchte er die Fischgemeinschaft im Zusammenfluss des Río Bita und des Orinoco in der Nähe von Puerto Carreño im Departamento Vichada. Sein Betreuer war Germàn Galvis Vergara, nach dem er 2007 die elektrische Fischart Apteronotus galvisi aus der Familie der Schwanzflossen-Messeraale benannte. Zwischen 2003 und 2009 war er Kurator der Fischsammlung des Instituto de Investigación de Recursos Biológicos Alexander von Humboldt in Villa de Leyva im Departamento de Boyacá. In dieser Zeit erstellte er die erste Liste der Süßwasserfische Kolumbiens. Im Jahr 2007 reiste er nach Brasilien, wo er an der Universidade Federal do Rio de Janeiro in Zusammenarbeit mit Paulo A. Buckup und Jose Alves Gomes die molekulare Systematik der Glasmesserfische studierte. Er ergänzte seine Ausbildung in Bioinformatik und Phylogenetik an der University of Toronto in Scarborough, Kanada, wobei er von Nathan R. Lovejoy unterstützt wurde. 2011 promovierte er mit der Dissertation Filogenia molecular da família Sternopygidae (Gymnotiformes: Sternopygoidei) an der Universidade Federal do Rio de Janeiro. 2012 wurde er Assistenzprofessor und war dann bis 2015 Direktor des Fachbereichs Biologie an der Päpstlichen Universität Xaveriana.
In seiner Forschung verfolgte Maldonaro-Ocampo einen interdisziplinären Ansatz, der Biologie, Ökologie, Systematik, Geologie und geografische Aspekte einbezog. Mehr als 20 Jahre lang arbeitete er in verschiedenen neotropischen Flussbecken in Argentinien, Brasilien, Kolumbien, Ecuador, Guyana, Panama, Peru und Venezuela. Dabei arbeitete er mit seinen Studenten und den lokalen Gemeinschaften zusammen.
Die Forschungsfragen von Maldonado-Ocampo drehten sich um das Verständnis der historischen und ökologischen Faktoren, die die Diversifizierung der neotropischen Süßwasserfische beeinflussen. Dafür leitete er das Projekt AmazonFish, eine von der kolumbianischen Regierung unterstützte Initiative, an der Wissenschaftler aus Europa und Südamerika beteiligt waren und die darauf abzielte, die größte Datenbank für Süßwasserfische aus Südamerika aufzubauen. Die Datenbank wurde bei der Bewirtschaftung und Erhaltung des Amazonaseinzugsgebiets umfassend genutzt. Maldonado-Ocampo hatte auch ein starkes Interesse am Wissen der Generationen über die Flüsse und ihre Fische, was ihn dazu brachte, zusammen mit seiner Lebensgefährtin Mariana A. Moscoso die Website Ictiología y Cultura ins Leben zu rufen. Dieses Projekt des Wissenschaftsjournalismus veröffentlichte ab 2016 Geschichten über die ausgestorbene Fischart Rhizosomichthys totae aus dem Totasee, den Rückgang der Fische im Río Magdalena und die vom indigenen Volk der Inga praktizierte gemeinschaftliche Fischüberwachung in einigen Gewässern des Resguardo Indígena Yunguillo.
Im Laufe seiner Karriere war Javier Mitglied des Prüfungsausschusses für mehr als 20 Diplomanden, er war Gutachter für mehrere Zeitschriften, darunter Biota Colombiana, Dahlia, Check List: Journal of species list and distribution und Neotropical Ichthyology. Er veröffentlichte 65 wissenschaftliche Arbeiten, darunter zwölf als Hauptautor, sieben Bücher, 35 Buchkapitel und mehr als 41 Schriften, darunter Infografiken, Nachrichtenartikel, Interviews, journalistische Kolumnen, Dokumentationen und Feldführer.
Maldonado-Ocampo kam im März 2019 während einer Exkursion ums Leben, nachdem sein Boot am 2. März im Río Vaupés gekentert war. Am 5. März wurde sein Tod bestätigt, nachdem seine Leiche 73 Kilometer flussabwärts gefunden worden war.

## Erstbeschreibungen von Javier A. Maldonado-Ocampo
- Akawaio penak Maldonado-Ocampo, López-Fernández, Taphorn, Bernard, Crampton & Lovejoy, 2013
- Apteronotus eschmeyeri de Santana, Maldonado-Ocampo, Severi & Mendes, 2004
- Apteronotus galvisi de Santana, Maldonado-Ocampo & Crampton, 2007
- Apteronotus milesi de Santana & Maldonado-Ocampo, 2005
- Chaetostoma joropo Ballen, Urbano-Bonilla & Maldonado-Ocampo, 2016
- Eigenmannia camposi Herrera-Collazos, Galindo-Cuervo, Maldonado-Ocampo & Rincón-Sandoval, 2020
- Eigenmannia magoi Herrera-Collazos, Galindo-Cuervo, Maldonado-Ocampo & Rincón-Sandoval, 2020
- Eigenmannia zenuensis Herrera-Collazos, Galindo-Cuervo, Maldonado-Ocampo & Rincón-Sandoval, 2020
- Gymnotus ardilai Maldonado-Ocampo & Albert, 2004
- Gymnotus choco Albert, Crampton & Maldonado-Ocampo, 2003
- Gymnotus henni Albert, Crampton & Maldonado-Ocampo, 2003
- Hemibrycon iqueima García-Melo, Albornoz‐Garzón, García‐Melo, Villa‐Navarro & Maldonado-Ocampo, 2018
- Imparfinis timana Ortega-Lara, Milani, DoNascimiento, Villa-Navarro & Maldonado-Ocampo, 2011
- Imparfinis usmai Ortega-Lara, Milani, DoNascimiento, Villa-Navarro & Maldonado-Ocampo, 2011